# キューピッドとプシュケ (ヴァン・ダイク)
『キューピッドとプシュケ』（蘭: Cupido en Psyche, 英: Cupid and Psyche）は、バロック期のフランドル出身のイギリスの画家アンソニー・ヴァン・ダイクが1639年から1640年に制作した絵画である。油彩。主題はアプレイウスの『黄金の驢馬』で語られているギリシア神話の神エロス（ローマ神話のキューピッド）とプシュケの恋の物語から採られている。ヴァン・ダイク晩年の作品で、イングランド国王チャールズ1世の宮廷画家時代に制作された現存する唯一の神話画である。現在はロイヤル・コレクションとしてロンドンのケンジントン宮殿に所蔵されている。

## 主題
王女プシュケはあまりの美しさゆえに結婚相手が見つからなかった。両親が心配して神託に伺ったところ、娘に花嫁衣装を着せて怪物の生贄にするよう告げられた。仕方なく両親は娘を怪物が住むという山の頂に置き去りにした。するとプシュケは風にさらわれて宮殿のある谷間に運ばれた。彼女はこの宮殿で夜だけ現れる怪物と夫婦の契りを結び、幸福に暮らした。のちにプシュケは家族に会いたくなり、怪物に頼み込んで姉妹を宮殿に連れてきてもらったが、姉妹はプシュケに嫉妬し、燈火で怪物の姿を確かめるよう勧めた。そこでプシュケが眠っている怪物の姿を照らしてみると、そこにいたのはエロスであった。しかし燈火の油をうっかりエロスの身体に落としてしまった。エロスは驚いて飛び起き、いずこかに逃げ去った。プシュケは後悔して世界中を探したが夫は見つからず、エロスの母アプロディテに捕らえられ、無理難題を課せられた。プシュケは最後に冥府の女王ペルセポネの美の箱を持ってくるよう命じられたが、好奇心に負けて箱の中を見てしまい、深い眠りに落ちてしまった。一方のエロスも妻を忘れることができず、探していると、眠っているプシュケを発見し、再会を果たした。

## 制作背景
制作経緯ははっきりしない。おそらく1639年にグリニッジのクイーンズ・ハウスを装飾するためにヤーコブ・ヨルダーンスとピーテル・パウル・ルーベンスに発注された、エロスとプシュケの物語を主題とする連作の1つであったと思われる。本作品が仕上げと額縁を欠いていることは、この連作が完成しなかったこととおそらく関係がある。別の可能性として、1641年のチャールズ1世の王女メアリー・ヘンリエッタとオラニエ公ウィレム2世の結婚を祝福するために制作されたとも考えられている。

## 作品

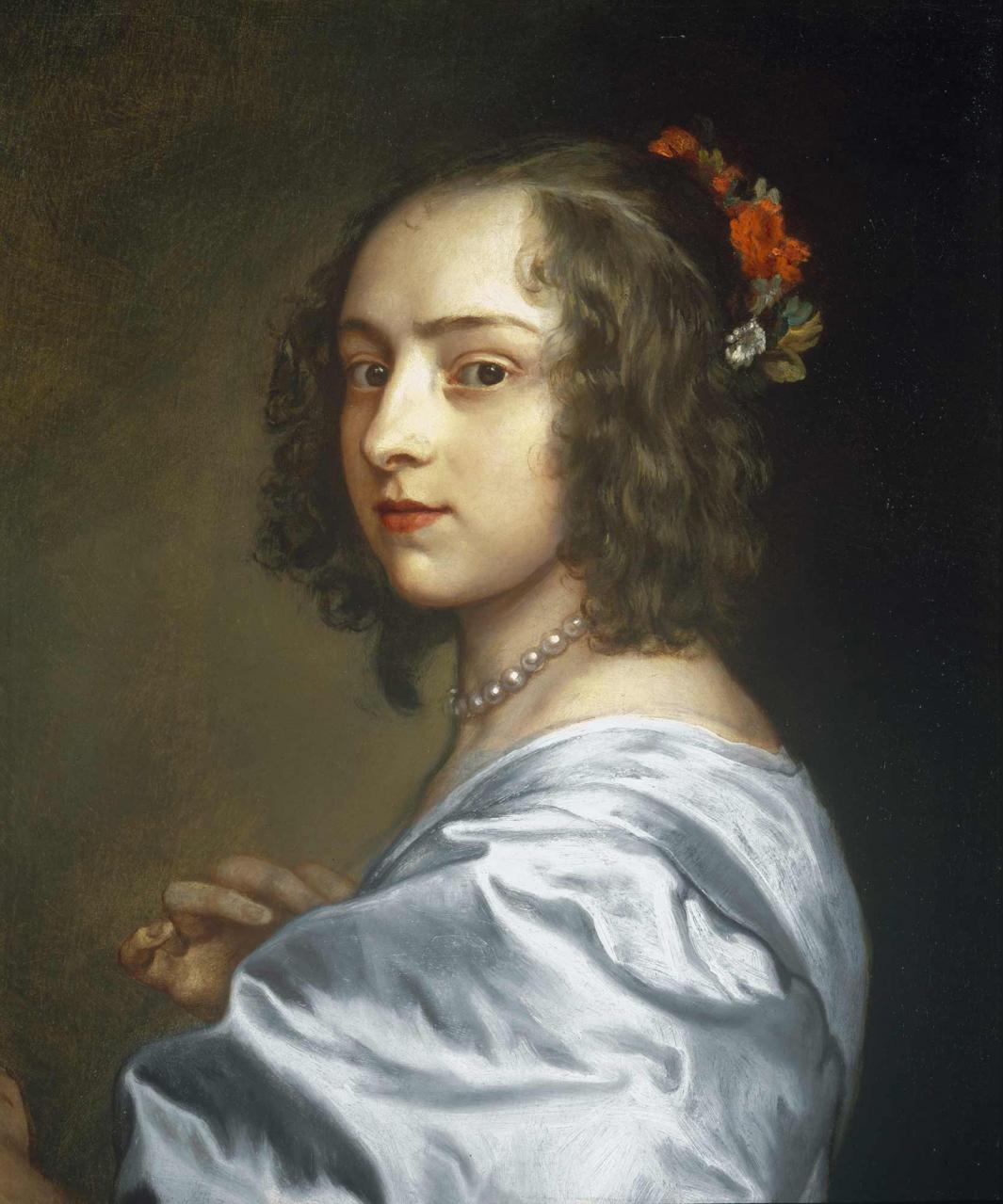
ヴァン・ダイクによる『マーガレット・レモンの肖像』。1638年頃。個人蔵。

ヴァン・ダイクはプシュケと彼女を発見するエロスを描いている。プシュケは枯れた樹木のそばで仰向けに倒れ、眠りに落ちている。彼女は冥府から持ち帰った小箱の中身を見てしまったのだろう、彼女の右手のそばには蓋の開いた小箱が転がっている。画面左ではエロスがプシュケを発見して駆け寄り、右手を伸ばして彼女に触れようとしている。背景には葉を茂らせた生命力に満ちた樹木が立っている。
構図はヴァン・ダイクの卓越した作図法を伝えている。ヴァン・ダイクはこの作品で、風景に対する感覚および人間の形態に対する理解を上手く組み合わせており、斜めの線を巧みに使うことでそれらを融合させている。つまり、2人の身体の斜めの線は背景の斜めに生えた2本の樹木（枯れ木と生命力にあふれた木）と共鳴し、エロスに触れられることでプシュケが蘇生するというイメージを強化している。
またシンプルではあるが印象的なコントラストにより、人物たちの親密さと緊張感を生み出している。エロスの翻ったドレープが暖かな赤色で描かれているのに対し、プシュケのマントは冷たさを感じさせる青色で描かれている。エロスはまるで聖母マリアに受胎告知する天使のように登場し、一方でプシュケは磔刑によって死んだイエス・キリストの姿をとっている。このようにエロスの登場によって暗示される動きの感覚は、緊張感を生み出すために眠っているプシュケの静の感覚と対照的であり、物語における美（プシュケ）と欲望（エロス）というコントラストと完全に一致している。こうした愛と魂について種々の解釈を可能とする新プラトン主義的理想は、チャールズ1世と王妃ヘンリエッタ・マリアの宮廷文化の中で育まれた。
プシュケの顔のモデルは、ヴァン・ダイクの愛人マーガレット・レモンと言われている。
本作品の高度な詩的感覚、洗練された色彩の使用、人体の繊細な造形は、フランスのロココ美術、特にアントワーヌ・ヴァトーの作品を先取りしている。なお、記録によるとイングランド時代のヴァン・ダイクは本作品以外にも神話画を描いているが、他の作品は現存していない。

## 来歴
絵画は1639年にホワイト・ホール宮殿で記録されている。このとき絵画は額装されていなかった。しかしチャールズ1世処刑後の1651年10月8日にウィンブルドン・ハウスからロバート・ホートン（Robert Houghton）に110ポンドで売却された。その後、チャールズ2世の王政復古の時代に回収され、1666年にホワイト・ホール宮殿の国王の寝室で記録された。